# ملادن فرانچیچ
، ملادن فرانچیچ (انگلیسی: Mladen Frančić؛ زادهٔ ۱۱ ژانویهٔ ۱۹۵۵ در بیلوار – درگذشتهٔ ۸ ژوئن ۲۰۲۲) بازیکن سابق و مربی کنونی فوتبال اهل کرواسی بود.
او در فصل لیگ برتر فوتبال ایران ۸۴–۱۳۸۳ تیم فوتبال فولاد خوزستان را به مقام قهرمانی رساند.
وی اولین مربی خارجی بود که موفق شد در مسابقات لیگ برتر فوتبال ایران به مقام قهرمانی برسد.